# Europese weg 78
De Europese weg 78 of E78 is een Europese weg die loopt van Grosseto in Italië naar Fano in Italië.

## Algemeen
De Europese weg 78 is een Klasse A West-Oost-verbindingsweg en verbindt het Italiaanse Grosseto met het Italiaanse Fano en komt hiermee op een afstand van ongeveer 270 kilometer. De route is door de UNECE als volgt vastgelegd: Grosseto - Arezzo - Sansepolcro - Fano.

## Nationale wegnummers
De E78 loopt over de volgende nationale wegnummers:
| Nummer | Tracé                                |
| Italië | Italië                               |
| ------ | ------------------------------------ |
|        | Grosseto - Siena                     |
|        | Siena - Colonna di Grillo            |
|        | Colonna di Grillo - Monte San Savino |
|        | Monte San Savino - Rialto            |
|        | Rialto - San Zeno                    |
|        | San Zeno - Sansepolcro               |
|        | Sansepolcro - Urbino                 |
|        | Urbino - Calpino                     |
|        | Calpino - Fano                       |